# Israel Kristal

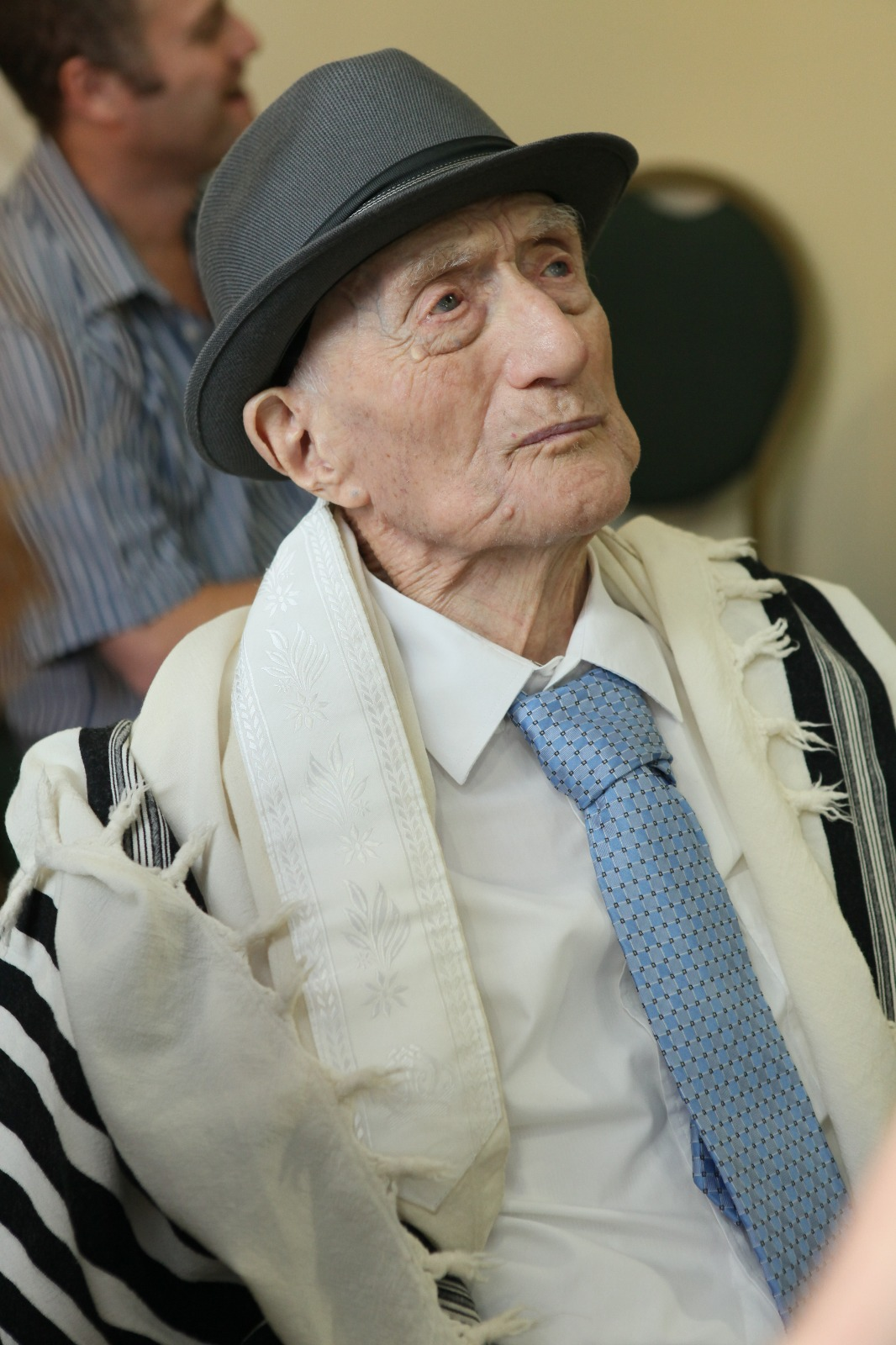
Israel Kristal bei seiner nachgeholten Bar Mitzwa im September 2016. (Sein 13. Lebensjahr fiel in den Ersten Weltkrieg, so dass die Bar Mitzwa nicht stattfinden konnte).

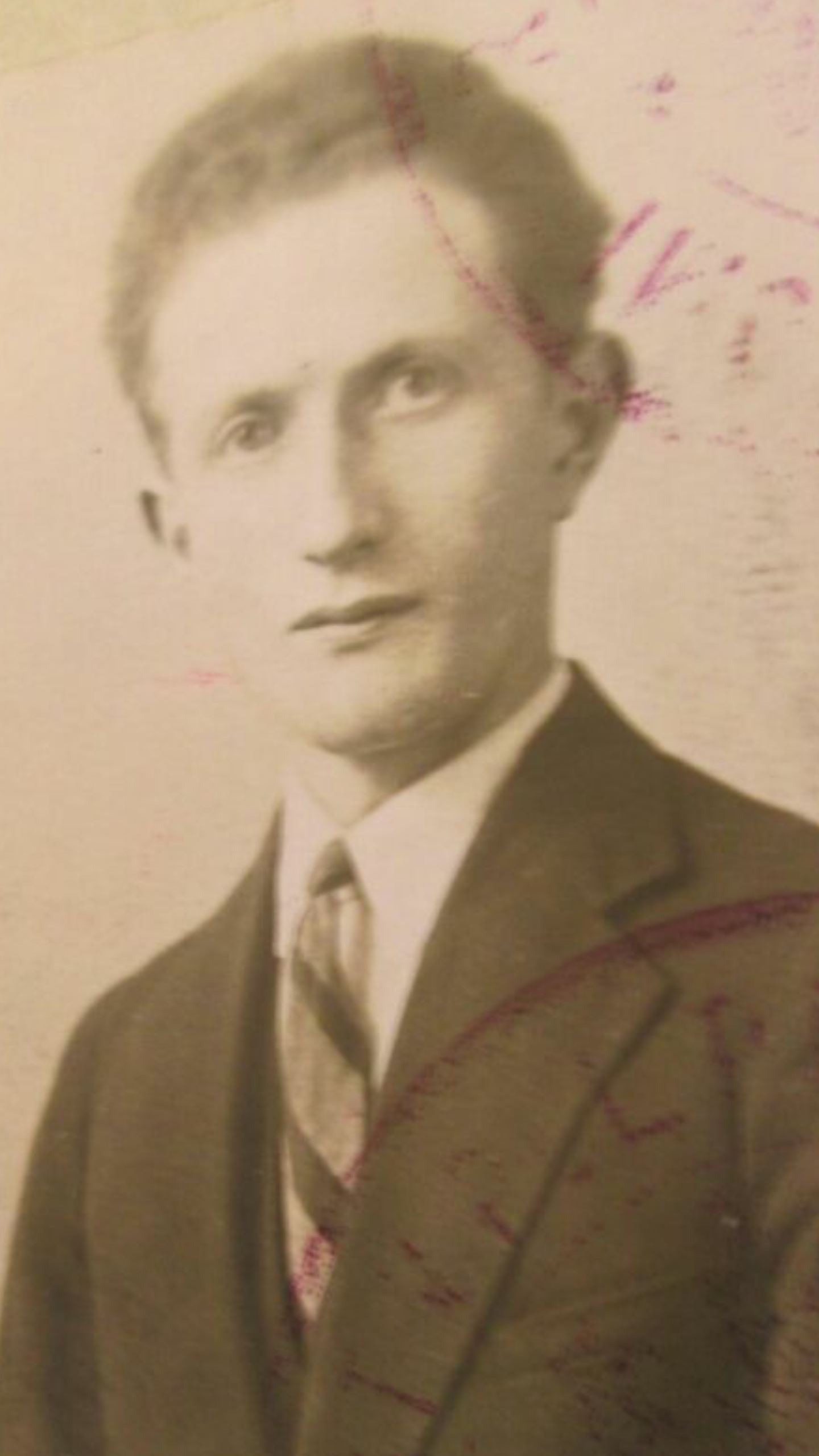
Israel Kristal (1931)

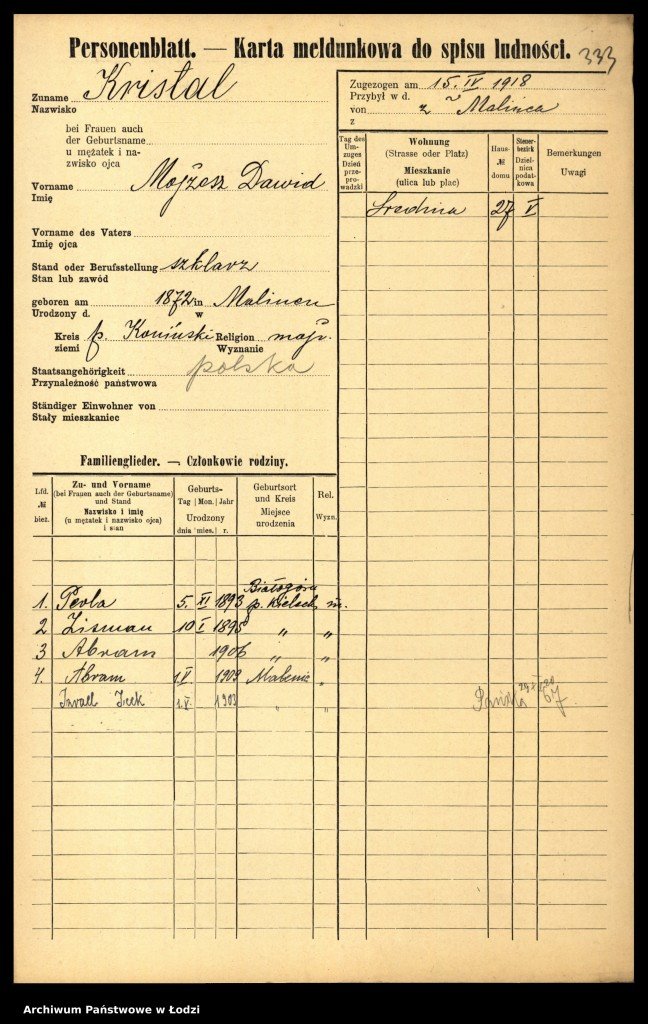
Personenblatt der Familie Kristal 1918 in Łódź. Izrael Icek Kristal, geboren 1903, als Nachtrag in Position 5

Israel Icek Kristal (auch Yisrael Kristal; geboren 15. September 1903 in Maleniec bei Żarnów, Weichselland, Russisches Kaiserreich; gestorben 11. August 2017 in Haifa) war ein polnisch-israelischer Konditor und Supercentenarian. Er wurde 2016 der älteste lebende Mann und bereits 2014 der älteste bekannte Überlebende des Holocaust.

## Leben
Israel Kristal wuchs in einer jüdisch-orthodoxen Familie auf. Seine Mutter starb 1910, sein Vater, Moses David Kristal, wurde im Ersten Weltkrieg 1914 eingezogen und starb 1919 als russischer Soldat. Kristal war somit früh Vollwaise.
1918 ging er nach Łódź und arbeitete im Zuckerwarengeschäft seiner Verwandten. Er heiratete 1928 und hatte zwei Kinder.
Nach der deutsch-sowjetischen Eroberung Polens 1939 wurde er von den Deutschen im Ghetto Litzmannstadt inhaftiert. Seine Kinder starben im Ghetto, seine Frau und er wurden 1944 bei der Auflösung des Ghettos in das KZ Auschwitz deportiert, wo seine Frau ermordet wurde. Bei der Befreiung von Auschwitz im Januar 1945 wog Kristal nur noch 36 Kilogramm.
Nach der Befreiung kehrte Kristal nach Łódź zurück und heiratete 1947 seine zweite Frau. Mit ihr hatte er einen Sohn, eine Tochter, neun Enkel und eine Vielzahl von Urenkeln. 1950 übersiedelte die Familie mit dem Schiff Kommemiyut nach Israel. In Haifa arbeitete er wieder als Zuckerbäcker. 1952 begann er, Bonbons in der Sar-and-Kristal-Fabrik an der Shivat-Zion-Straße zu fertigen. Nach Schließung der Fabrik 1970 stellte er bis zu seinem Ruhestand seine Waren in Heimarbeit her.
Nachdem in Polen weitere Unterlagen gefunden worden waren, gilt sein Geburtsjahr als sicher, und Kristal wurde im März 2016 als ältester zu diesem Zeitpunkt lebender Mann in das Guinness-Buch der Rekorde aufgenommen. Zudem war er seit 2014 der älteste bekannte Überlebende des Holocaust.
Kristal starb im August 2017, fünf Wochen vor Vollendung seines 114. Lebensjahres.